# Regimento da Assembleia da República
O Regimento da Assembleia da República é o documento legal que rege o funcionamento interno da Assembleia da República Portuguesa.
No ordenamento jurídico português, o regimento, coadjuva a constituição, por exemplo, na decretação de estado de sítio.

## História
O Regimento da Assembleia da República em vigor foi publicado com o n.º 1/2020, em 31 de agosto desse ano, tendo sido introduzidas alterações com o Regimento da Assembleia da República n.º 1/2023, de 9 de agosto, retificado pela Declaração de Retificação n.º 20/2023, de 19 de setembro. O regimento tem a sua égide constitucional fincada nos termos da alínea a) do artigo 175º. da Constituição Portuguesa.

## Estrutura
O Regimento é estruturado numa literatura com 265 artigos distribuídos em 5 títulos.